# Station Hallum
Hallum (Hll) was een stopplaats aan de voormalige spoorlijn Leeuwarden - Anjum. De stopplaats van Hallum werd geopend op 22 april 1901 en gesloten op 1 december 1940.
Dit station is gebouwd naar het Standaardtype NFLS, die werd gebruikt voor verschillende spoorwegstations in Noord Friesland. Het station in Hallum viel binnen het type NFLS 2e klasse. Het stationsgebouw werd tussen 1970 en 1974 gesloopt. 